# Джессамин (округ)
Дже́ссамин (англ. Jessamine County) — округ в штате Кентукки, США. Официально образован в 1798 году. По состоянию на 2010 год, численность населения составляла 48 586 человек.

## География
По данным Бюро переписи США, общая площадь округа равняется 453,250 км2, из которых 445,480 км2 суша и 6,216 км2 или 1,400 % это водоёмы.

### Соседние округа
- Фейетт (северо-восток)
- Мадисон (юго-восток)
- Гаррард (юг)
- Мерсер (юго-запад)
- Вудфорд (северо-запад)

## Население
По данным переписи населения 2000 года в округе проживает 39 041 жителей в составе 13 867 домашних хозяйств и 10 663 семей. Плотность населения составляет 87,00 человек на км2. На территории округа насчитывается 14 646 жилых строений, при плотности застройки около 33,00-х строений на км2. Расовый состав населения: белые — 94,44 %, афроамериканцы — 3,13 %, коренные американцы (индейцы) — 0,20 %, азиаты — 0,58 %, гавайцы — 0,03 %, представители других рас — 0,47 %, представители двух или более рас — 1,14 %. Испаноязычные составляли 1,31 % населения независимо от расы.
В составе 38,80 % из общего числа домашних хозяйств проживают дети в возрасте до 18 лет, 61,90 % домашних хозяйств представляют собой супружеские пары проживающие вместе, 11,10 % домашних хозяйств представляют собой одиноких женщин без супруга, 23,10 % домашних хозяйств не имеют отношения к семьям, 18,50 % домашних хозяйств состоят из одного человека, 6,50 % домашних хозяйств состоят из престарелых (65 лет и старше), проживающих в одиночестве. Средний размер домашнего хозяйства составляет 2,69 человека, и средний размер семьи 3,05 человека.
Возрастной состав округа: 26,40 % моложе 18 лет, 11,60 % от 18 до 24, 31,10 % от 25 до 44, 21,40 % от 45 до 64 и 21,40 % от 65 и старше. Средний возраст жителя округа 33 лет. На каждые 100 женщин приходится 96,60 мужчин. На каждые 100 женщин старше 18 лет приходится 92,80 мужчин.
Средний доход на домохозяйство в округе составлял 40 096 USD, на семью — 46 152 USD. Среднестатистический заработок мужчины был 32 340 USD против 23 771 USD для женщины. Доход на душу населения составлял 18 842 USD. Около 8,40 % семей и 10,50 % общего населения находились ниже черты бедности, в том числе — 13,70 % молодёжи (тех, кому ещё не исполнилось 18 лет) и 9,90 % тех, кому было уже больше 65 лет.